# Iwanczany
Iwanczany – wieś na Ukrainie w rejonie tarnopolskim należącym do obwodu tarnopolskiego.
Od 1953 częścią wsi jest dawniej samodzielna wieś i gmina Kurniki Iwanczańskie (Курники), po wojnie przemianowane na Zarzecze (Зарічне).
Do 2020 w rejonie zbaraskim.